# Premi de Lausanne

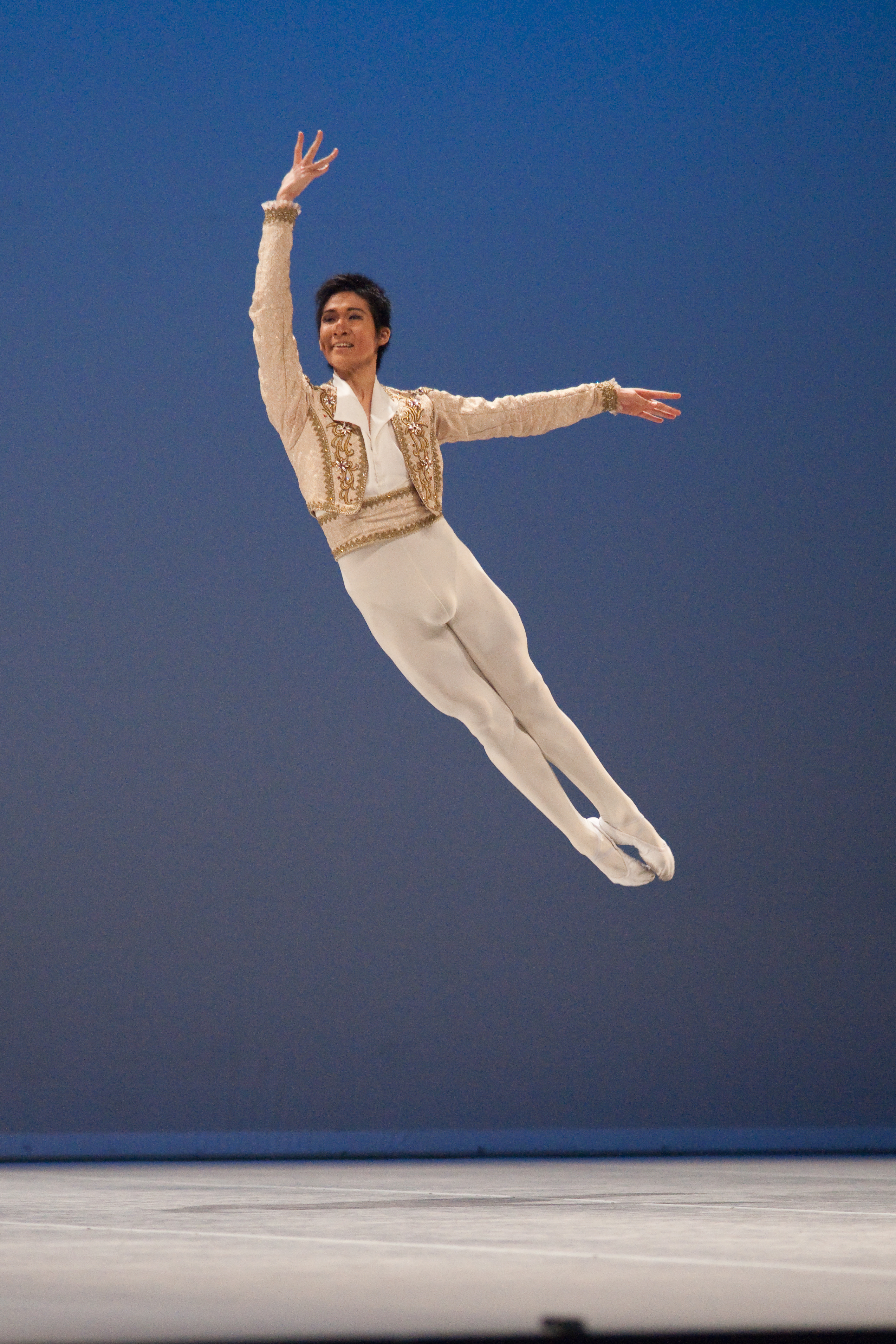
Concursant a l'edició de 2010

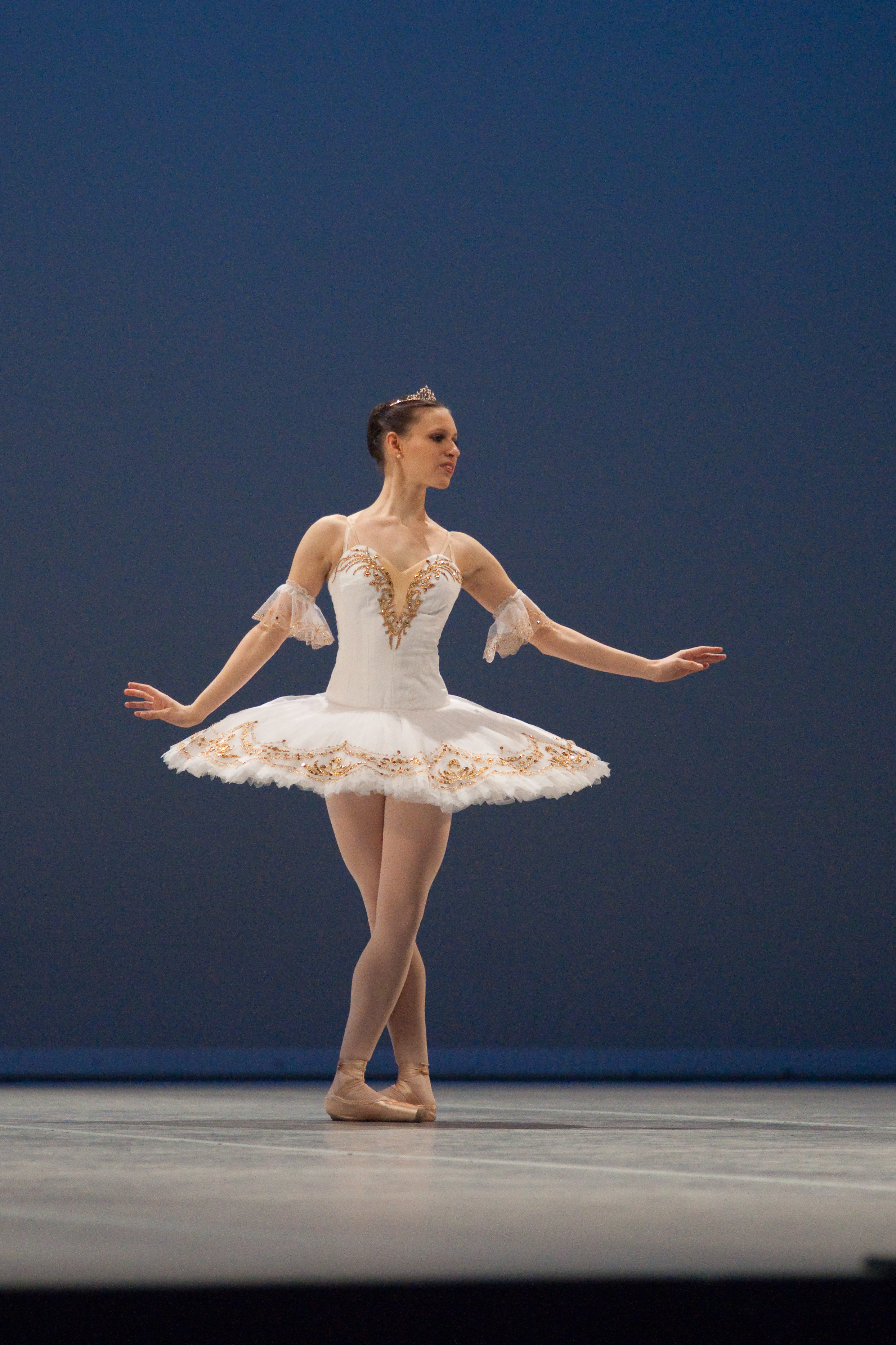
Concursant de l'edició de 2010

El Premi de Lausanne (en francès, Prix de Lausanne) és una competició internacional fonamentalment de dansa clàssica a la que participen adolescents no professionals i que se celebra cada gener a Lausanne, Suïssa, des de 1973. També hi ha un premi per a dansa contemporània. L'objectiu és promoure la dansa i sobretot oferir una oportunitat per començar als joves que voldrien desenvolupar una carrera professional. Alguns antics concursants amb el temps han esdevingut primeres figures a companyies de dansa d'arreu del món; per exemple, el murcià José Carlos Martínez, que va guanyar el premi en 1987, antic ballarí estrella del Ballet de l'Òpera Nacional de París i actual director de la Compañía Nacional de Danza.
L'esdeveniment és gestionat per l'organització sense ànim de lucre Fundació a Favor de l'Art Coreogràfic (en francès, Fondation en faveur de l'Art chorégraphique) i es sustenta econòmicament per donacions i espònsors.

## Funcionament
Hi poden participar estudiants de dansa d'entre 15 i 18 anys de qualsevol nacionalitat i que ho hagin tingut encara cap contracte professional com a ballarins. Els aspirants a participar han d'enviar prèviament un video d'uns 15 a 20 minuts en el qual realitzen uns determinats exercicis de barra i de centre, que serveix l'organització per a seleccionar aproximadament una centena d'entre ells. Els seleccionats fan una audició devant d'un jurat, que ecull quinze finalistes.
Els finalistes competeixen al teatre de Beaulieu, en un esdeveniment que es transmet en directe per la televisió suïssa. El jurat, format per professionals de la dansa de diversos països, avalua la capacitat artística, la forma física, el valor i la individualitat del ballarí, una sensibilitat musical imaginativa, la capacitat de comunicar a través del moviment, la tècnica, el control i la coordinació.

## Premis
A la competició es donen en realitat quatre premis:
- Prix de Lausanne Scholarship (Premi de taller escolar a Lausanne): Una beca de 16.000 francs suïssos (uns 11.300 euros) i la manutenció per a estudiar dansa durant un any acadèmic de deu mesos.
- Prix de Lausanne Apprentice Scholarship (Premi de taller escolar com a aprenent a Lausanne): Només possible a participants de 18 anys, consta d'una beca de 16.000 francs suïssos (uns 11.300 euros) i la manutenció per a estudiar dansa com a becari-aprenent durant un any acadèmic de deu mesos.
- Best Swiss Candidate Price (Premi al Millor Candidat Suís): Només possible a participants residents a Suïssa i que puguin provar que han estat estudiant dansa a Suïssa durant els darrers tres anys, consta de 2.500 francs suïssos (uns 1.800 euros).
- Contemporary Dance Price (Premi de Dansa Contemporània): Consta d'un curs de dansa contemporània en un dels centres que col·laboren al certamen més el viatge a la ciutat on es trobi i la manutenció durant el curs.

## Llista de guardonats
- Llista de guardonats del Prix de Lausanne Scholarship
- Llista de guardonats del Prix de Lausanne Apprentice Scholarship
- Llista de guardonats del Best Swiss Candidate Price
- Llista de guardonats del Contemporary Dance Price